# Adolf Oberländer

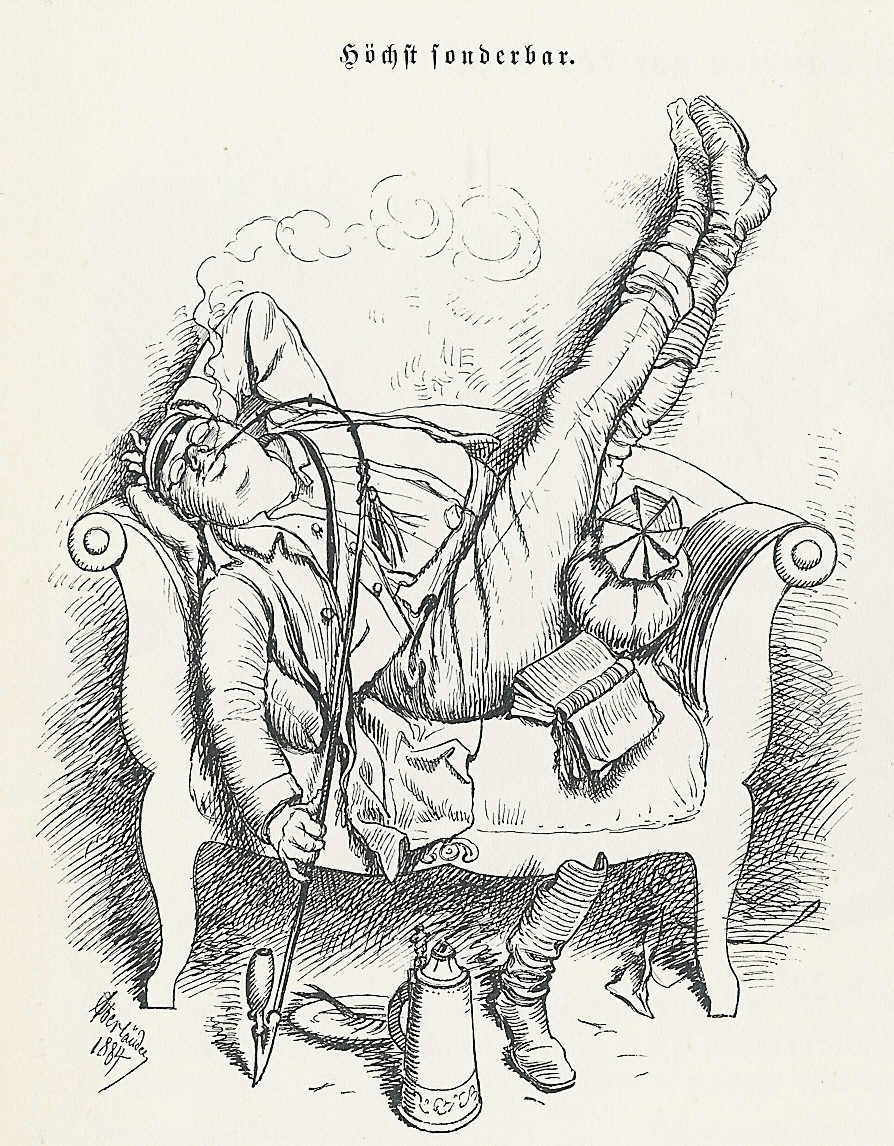
Adolf Oberländer: "Höchst sonderbar", karikatyr av studentlivet från 1884

Adam Adolf Oberländer, född 1 oktober 1845 i Regensburg, död 29 maj 1923 i München, var en tysk tecknare och målare. Han bidrog med satiriska serier och karikatyrer i tidningen Fliegende Blätter.

## Biografi
Oberländer studerade från 1861 vid akademin i München för Ferdinand von Piloty innan han började med illustrationer. Hans teckningar är utgivna i en mängd samlingar. En del av originalen finns i kopparstickskabinettet i München. Målningar av Oberländer finns bland annat i Nya Pinakoteket (Resignation, en eremit med ett lejon sovande vid sina fötter; i olja), i Nationalgalleriet i Berlin (Paradiset, akvarell) och i gallerierna i Dresden (Siesta, olja). En samling gravyrer efter Oberländers målningar utkom 1903. Han hade professors titel och var hedersledamot av bayerska konstakademien.